# Burzum
Burzum is een prominent en invloedrijk Noors blackmetalproject dat in 1991 werd opgericht door Varg Vikernes (onder zijn pseudoniem Count Grishnackh). Burzum speelde een sleutelrol in de ontwikkeling van de vroege black metal. Vikernes heeft in Noorwegen een straf uitgezeten voor moord op Euronymous en brandstichting. Na drie vergeefse gratieverzoeken werd hij op 13 maart 2009 vrijgelaten.

## Geschiedenis
Rond 1988-1989 vormde Varg zijn eerste band Uruk-Hai, dit was de voorloper van Burzum. Ook rond 1988 speelde hij in de band Old Funeral waarin ook leden uit Immortal en Hades speelden (hoewel Varg, noch Abbath, noch Jørn tegelijk in de band zaten). Varg verliet Old Funeral voor Satanel, een project dat hij samen met Abbath van Immortal begon, maar ook dit project leefde niet lang. In 1991, toen Satanel uit elkaar viel, begon Varg weer aan zijn eerdere project Uruk-Hai, dat hij nu omdoopte naar Burzum (hetgeen "duisternis" betekent in J.R.R. Tolkiens Zwarte Taal). Hij nam in zijn eentje enkele demo's op, die de interesse wekten van Øystein Aarseth "Euronymous", die net zijn label Deathlike Silence Productions begonnen was. Ook al deed Varg alle instrumenten, de zang en het schrijven van teksten zelf, toch lukte het hem om alle albums tot Filosofem in één jaar tijd op te nemen (hoewel sommige pas jaren later uitgegeven zouden worden). Daarnaast speelde Varg nog basgitaar in Mayhem en schreef hij teksten voor Darkthrone (met name op het album Transilvanian Hunger).
Rond 1993 begon black metal berucht te worden, met name na de dood van Mayhem-bandlid 'Dead' en het in brand steken van een aantal kerken. In 1993 werd de leider van Mayhem, Euronymous, vermoord door Varg. Varg werd opgepakt en veroordeeld tot 21 jaar cel voor moord en het in brand steken van drie kerken. Later werd dit omgezet naar 18 jaar.
Varg mocht geen gitaar hebben in zijn cel en begon zich ook af te zetten tegen rock- en metalmuziek omdat deze 'non-Arisch' was. Hierna ging Varg verder met keyboard-gebaseerde neo-klassieke en paganistische ambientmuziek, hetgeen leidde tot twee volledige ambientalbums.
In 2000 berichtte Varg dat hij stopte met Burzum omdat hij het jammer vond dat mensen hem nog steeds zagen als satanist en zijn laatste twee ambientalbums nog altijd black metal noemden. Hij spendeerde de rest van zijn tijd met het schrijven van diverse artikelen en boeken. In een later interview claimde Varg echter dat als hij werd vrijgelaten hij eventueel nog één of twee albums zou maken, in de stijl van Filosofem. Inmiddels heeft hij inderdaad nog drie metalalbums uitgebracht, Belus, Fallen en Umskiptar.

## Bandleden
- Count Grishnackh - Zang, Gitaar, Drums, Bas

### Sessieleden
- Øystein Aarseth - Gitaar
- Samoth - basgitaar

## Discografie

### Officiële releases
- 1991 - Demo I
- 1991 - Demo II
- 1992 - Promo 1992
- 1992 - Burzum - Met gastmuzikant Euronymous (gitaarsolo in het nummer "War")
- 1993 - Aske (ep) - Met Samoth als gastmuzikant (basgitaar)
- 1993 - Det Som Engang Var
- 1994 - Hvis Lyset Tar Oss
- 1996 - Filosofem
- 1997 - Dauði Baldrs
- 1999 - Hliðskjálf
- 2010 - Belus
- 2011 - Fallen
- 2012 - Umskiptar
- 2013 - Sôl Austan, Mâni Vestan
- 2014 - Ways of Yore
- 2020 - Thulêan Mysteries
- 2024 - The Land of Thulê

### Overig
1995 - Burzum / Aske
- Samenvoeging van het album 'Burzum' en de ep 'Aske'. Hierbij ontbreekt de Burzum versie van het nummer 'A Lost Forgotten Sad Spirit'.

1996 - Dunkelheit (VHS)
- Uitgave van de video voor het nummer Burzum (Dunkelheit is Duits voor Duisternis)

1998 - 1992-1997
- Samenvoeging van de eerste vijf albums en de ep 'Aske' op vinyl. Gelimiteerd tot 1000 exemplaren. Bevat ook een poster.

2005 - Draugen - Rarities
- Compilatiealbum, bestaande uit de Aske ep (3 nummers), Demo I (3 nummers), het nummer Outro, de Svarte Dauen bootleg (3 nummers) en 3 nummers van Burzum albums.